# Brenda K. Starr
Brenda Joy Kaplan (sinh ngày 14 tháng 10 năm 1966), nghệ danh Brenda K. Starr, là một nghệ sĩ và ca sĩ người Mỹ. Ban đầu bà được biết đến nhiều vì sự nghiệp của mình trong dòng nhạc R&B, nhạc dance và nhạc pop, nhưng hiện nay thì bà nổi tiếng với các sản phẩm âm nhạc theo phong cách salsa. Bà còn nổi tiếng với tác phẩm thập niên 1980 của mình với phong cách freestyle Latinh.

## Thiếu thời
Brenda Joy Kaplan sinh ra trong một gia đình có bố là một tín đồ Do Thái người Mỹ, nghệ sĩ đàn organ Harvey Kaplan (nghệ danh là Harvey Kaye khi ông chơi cho ban nhạc Spiral Starecase vào thập niên 1960) và mẹ là một tín hữu Công giáo người Puerto Rico.